# トシ
トシ（1976年〈昭和51年〉7月17日 - ）は、日本のお笑い芸人であり、タカアンドトシのツッコミ担当。相方はタカ。北海道旭川市出身、札幌市育ち。吉本興業所属。身長176cm、体重65kg。血液型A型。北海道札幌南陵高等学校卒業。本名は三浦 敏和（みうら としかず）。坊主頭が特徴。既婚。2男1女の父。

## 略歴
- 1989年 札幌市立澄川西小学校卒業。
- 2人が通っていた札幌市立西岡北中学校で、お笑い志望のタカがトシを誘いコンビ結成。
- 1994年、北海道札幌南陵高等学校3年の時に札幌吉本のオーディションに合格し、プロの道へ進む。
- 1995年同校卒業。札幌中心に活躍。
- 2002年に上京。
- 2009年8月27日、椎間板ヘルニアにより入院、1週間後には退院した。
- 2010年4月24日、高校2年時から16年間にわたり交際していた一般女性との結婚を所属する吉本興業を通じて発表[1]。同年5月23日、5月7日に婚姻届を提出したと報じられる[2]。同年8月7日に地元である北海道で挙式を行った。
- 2011年6月、第1子となる長男が誕生。
- 2013年5月、第2子となる次男が誕生[3]
- 2015年6月、第3子となる長女が誕生[3]。

## 人物・エピソード
- 初期の頃はネタを作っていなかったが、現在はツッコミの部分の多くはトシが作っている。
- トレードマークの坊主頭になったきっかけは、1999年2月にIZAMと吉川ひなのが結婚した際、ラジオでトシが「2人が年内に離婚したら坊主になる」と宣言。その事も忘れかけていた同年9月に2人は離婚。さらにリスナーからの問い合わせでトシは宣言通り坊主となり、その後定着した。但し一時期は坊主を少し伸ばしており、タカと揃って金髪にしていた時期もあった。北海道時代はマッシュルームカットだった[4]。
- 坊主の髪型がカラテカの矢部太郎に似ており、若手時代はよくネタにされていた。
- 坊主頭をネタにされる事があり「タコ」や、「ボール」（時々「砂のついたボール」とも）など言われたりする。また、タカに「訳分かんねえよ!」とつっこむと、「お前、分け目分かんねえじゃねえか」と返される。
- 父方の高祖父は明治時代に現在の岩手県宮古市鍬ヶ崎から北海道積丹郡余別村（現・積丹町）に移住。元は猪俣姓だったが、現地の網元の養子となって三浦姓となる。曽祖父はニシン漁のために樺太に移る。祖父は現地で水産加工品の品質を検査する公務員となったが、応召で海軍航空隊の整備士となり、戦後は命からがら日本に引き上げてきた妻子とともに余別村に住む。父親は函館市の自動車用品会社やポニー（ポニーキャニオンの前身）の子会社につとめた後、松山千春のマネージャーとなり、後に建設会社に勤務した。母親は道南の江差町出身で、旧姓は三国。母方の曽祖父は福井県三国町付近で鍛冶屋をしていたが、明治の中頃に渡道して漁師となった[5]。

- 幼少の頃からファミコン好きで、テレビゲームは得意である[6]。
- 中学校時代はバスケットボール部に所属していた[7]。
- 高校生のときに、タカとのネタ合わせを優先させて恋人との初デートを断ったことがある。その当時はまだコンビは結成しておらず、発表の場もないのに毎週ネタをつくってはビデオでとって遊んでいた[8]。
- 自他共に認める猿顔であり、『笑っていいとも!』ではゲスト出演していた頃からタモリによく「口元が吸われている」といじられていた。また、タカや他のタレントにも猿と呼ばれる事もある。
- 趣味はアメリカのフィギュア収集、プロレス観戦。その他、ゴルフ、ボウリングもたしなむ。
- 父親がかつて松山千春のマネージャーをしていた。自宅に松山が麻雀をしに来ていた事もある[9]。現在は姉が松山千春の個人事務所オフィス・ゲンキに勤務している。
- 兄・雄一郎[注 1]はキングレコードに勤務し、AKB48のプロモーションを担当している。『FNS27時間テレビ』（2011年7月23日-24日）内の『ペケ×ポン』スペシャルに出演[注 2]し、スキンヘッドでトシと顔がそっくりだった。その後は翌年のFNS27時間テレビだけでなく、ペケ×ポン本編や中居正広の怪しい噂の集まる図書館の「兄弟当てクイズ」にも出演している。
  - 細魚とMr.シャチホコのユニット『木山と木山』も担当している。
- 札幌大谷高等学校野球部の船尾隆広監督は従兄（父の姉の息子）[10]。
- 以前は喫煙者だったが、後に禁煙に成功した。
- 『ジンギス談!』で笑顔が生理痛に効くといわれている[11]。